# جان آر. گراهام
جان آر. گراهام (انگلیسی: John R. Graham؛ زادهٔ ۱ ژانویهٔ ۱۹۳۱) موسیقی‌دان اهل ایالات متحده آمریکا است.
 وی از سال ۱۹۹۳ میلادی تاکنون مشغول فعالیت بوده‌است.